# 楊阿五
楊 阿五（よう あご、573年 - 604年）は、隋の文帝楊堅の五女。蘭陵公主。

## 経歴
容姿は美しく、読書を好み、文帝の娘たちの中では特に愛された。はじめ阿五は儀同の王奉孝（王誼の子）にとついだが、王奉孝は早くに死去した。18歳のとき、阿五は柳述に再嫁した。姉たちはみな驕り高ぶっていたが、阿五はひとり婦道を守り、舅や姑につつましく仕え、義父母が病にかかると、必ず自ら湯薬をささげた。文帝はこれを聞いて喜び、このため柳述も文帝に重用されるようになった。
かつて晋王楊広は阿五を蕭妃の弟の蕭瑒にめあわせようとし、はじめは文帝もこれを許可していたのだったが、後になって柳述にとつがせたことから、楊広は柳述を憎むようになった。604年（仁寿4年）、文帝が死去し、煬帝（楊広）が即位すると、柳述が嶺南に流されることになった。煬帝は阿五に柳述と離別するよう命じ、彼女を再嫁させようとした。阿五は自ら死を誓って、公主の号を除き、柳述とともに嶺南に移すよう願い出る上表をおこなった。煬帝は「天下には他の男子がいないわけではないのに、どうして柳述とともに辺地に移ろうというのか」と怒った。阿五は「先帝はわたしを柳家にとつがせました。いま彼に罪あるならば、わたしも連座すべきです。陛下には親族の恩のために法を曲げないようお願いします」と答えた。煬帝は聞き入れず、阿五は憂憤のまま死去した。享年は32。臨終にあたって柳氏の墓に葬るよう遺言したため、煬帝はますます怒り、彼女を長安北原の洪瀆川に葬って、哭礼をおこなわなかった。

## 伝記資料
- 『隋書』巻80 列伝第45
- 『北史』巻91 列伝第79